# Alte Pfarrkirche Stans

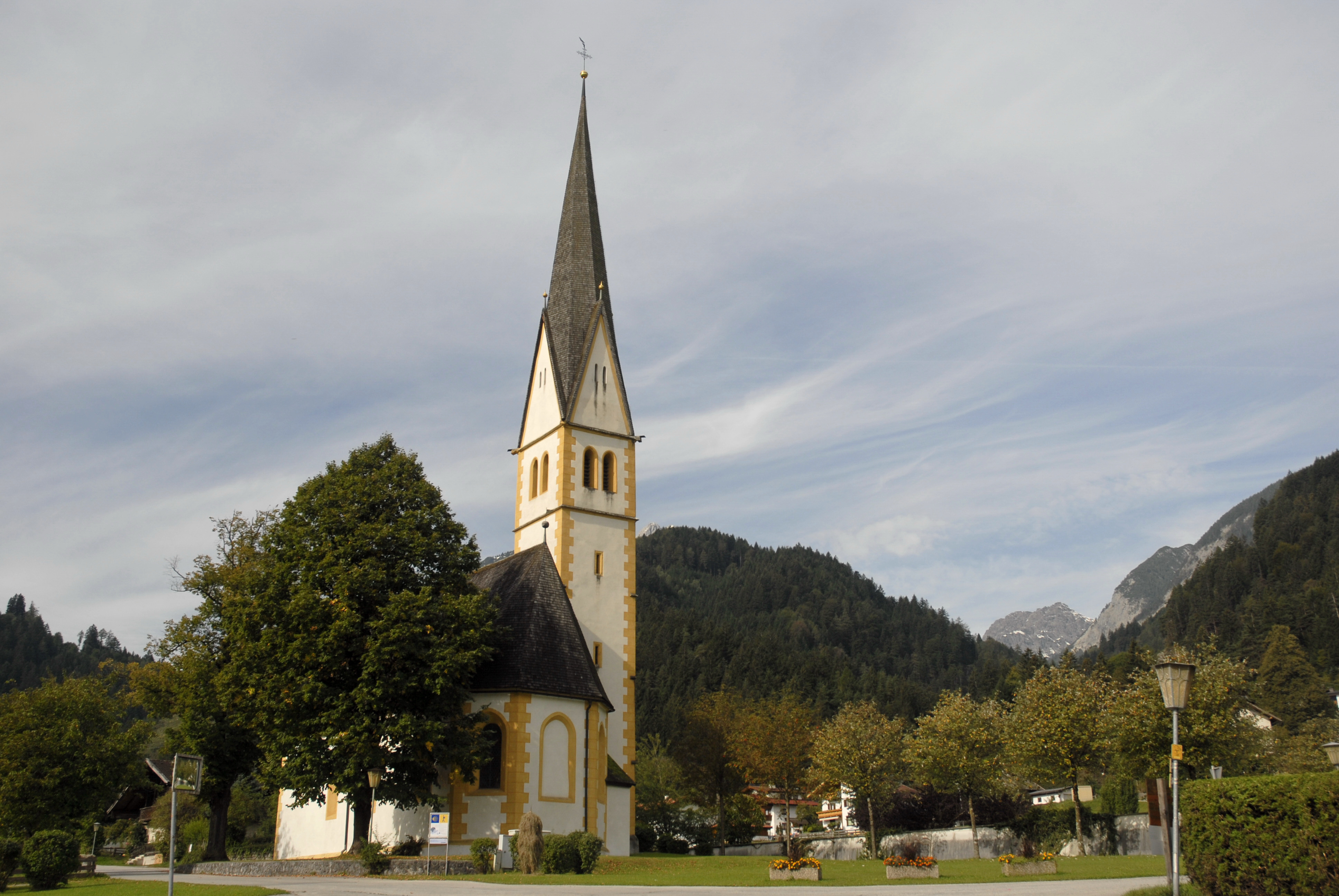
Alte Pfarrkirche in Stans in Tirol

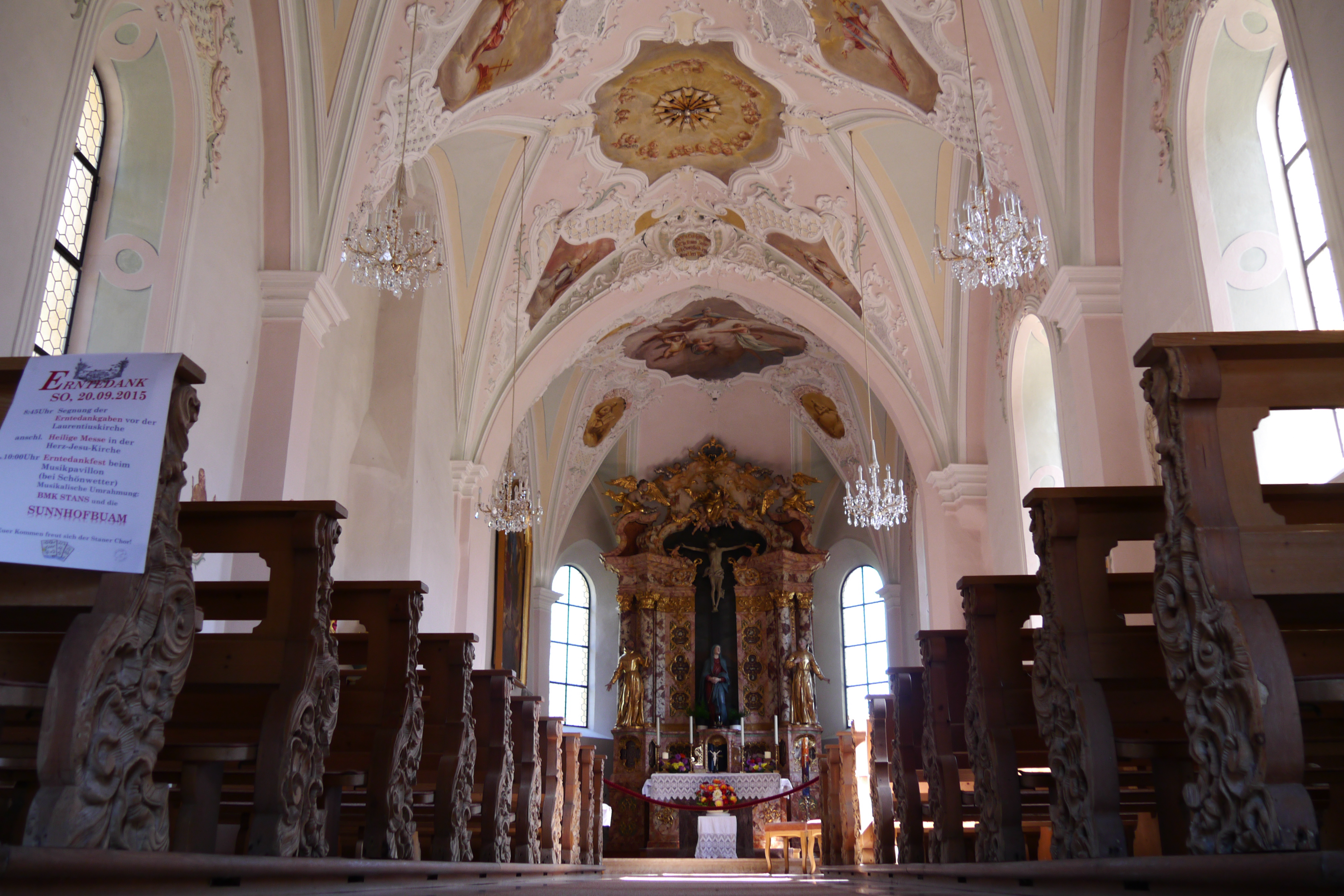
Langhaus, Blick zum Chor

Die römisch-katholische Alte Pfarrkirche Stans steht außerhalb des Dorfes in der Gemeinde Stans im Bezirk Schwaz im Bundesland Tirol. Die dem Patrozinium der Heiligen Laurentius und Ulrich unterstellte Pfarrkirche gehört zum Dekanat Schwaz in der Diözese Innsbruck. Die Kirche und der Kirchhof stehen unter Denkmalschutz (Listeneintrag).

## Geschichte
Eine Kirche wurde 1337 urkundlich genannt. Der gotische Kirchenbau wurde um 1505/1510 errichtet und 1726 nach Plänen von Jakob Singer barockisiert. Die 1816 als Kuratiekirche benannte Kirche wurde 1891 zur Pfarrkirche erhoben. Die Kirche wurde 1896 entweiht und ihrer Ausstattung beraubt.

## Architektur
Der Nordturm mit einem Kreuzrippengewölbe und einer Eisentüre im Erdgeschoß trägt einen steilen Spitzhelm. Der Chor hat einen Fünfachtelschluss. Das Portal ist gekehlt. An das dreijochige Langhaus schließt ein links etwas eingezogener einjochiger Chor an. Die Gewölbe als Spitzkappentonnen wurden 1726 mit Bandlwerkstuck und Fresken barockisiert. Die Fresken zeigen im Chor die Glorie des Laurentius und im Langhaus einen Engelkranz, die Marter des Stefanus und Schutzengel. Der Chorbogen zeigt das Chronogramm 1726.